# Štefan Zaťko
Štefan Zaťko (* 21. května 1962) je bývalý slovenský fotbalista. Po skončení aktivní kariéry působí jako trenér.

## Fotbalová kariéra
V československé lize hrál za ZVL Považská Bystrica. Nastoupil v 19 ligových utkáních. Ve druhé nejvyšší soutěži hrál i za TJ TŽ Třinec.

## Ligová bilance
| Ročník                                      | Zápasy | Góly | Klub                  |
| ------------------------------------------- | ------ | ---- | --------------------- |
| Česká národní fotbalová liga 1983/84        | 15     | 0    | TJ TŽ Třinec          |
| Česká národní fotbalová liga 1984/85        | 27     | 0    | TJ TŽ Třinec          |
| Česká národní fotbalová liga 1985/86        | 23     | 0    | TJ TŽ Třinec          |
| 1. slovenská národní fotbalová liga 1986/87 | 28     | 1    | ZVL Považská Bystrica |
| 1. slovenská národní fotbalová liga 1987/88 | 26     | 0    | ZVL Považská Bystrica |
| 1. slovenská národní fotbalová liga 1988/89 | 29     | 0    | ZVL Považská Bystrica |
| 1. československá fotbalová liga 1989/90    | 19     | 0    | ZVL Považská Bystrica |
| CELKEM                                      | 19     | 0    |                       |

## Trenérská kariéra
- 2003 – FK Púchov
- 2004-2005 ŠK Slovan Bratislava
- 2005-2006 DAC 1904 Dunajská Streda
- 2006-2008 FK Čadca
- 2010-2012 FK Dukla Banská Bystrica